# Sandiaga Uno
Sandiaga Salahuddin Uno (Rumbai, Pekanbaru (Sumatra), 28 juni 1969) is een Indonesisch zakenman en politicus. Van 2017 tot 2018 was hij vicegouverneur van Jakarta onder gouverneur Anies Baswedan. Op 10 augustus 2018 nam hij ontslag om zich kandidaat te stellen voor het vicepresidentschap van Indonesië, als running mate van Prabowo Subianto.